# 有吉和哉
有吉 和哉（ありよし かずや、1971年7月10日 - ）は、福岡県出身のサッカー指導者。Jリーグ・アビスパ福岡トップチームコーチ。日本サッカー協会公認A級コーチ。

## 経歴
- 筑波大学

## 指導経歴
- 福岡大学サッカー部コーチ（1996年 - 1997年）
- サガン鳥栖フィジカルコーチ（1998年）
- 福岡大学サッカー部コーチ（1999年 - 2001年）
- アビスパ福岡サテライトコーチ（2002年 - 2003年）
- アビスパ福岡U-15監督（2004年 - 2006年）
- アビスパ福岡トップチームコーチ（2007年 - 2008年）
- 福岡大学サッカー部コーチ（2008年）
- アビスパ福岡トップチームコーチ（2008年 - ）[1]